# Andrena vogleri
Andrena vogleri är en biart som beskrevs av Larkin 2004. Andrena vogleri ingår i släktet sandbin, och familjen grävbin. Inga underarter finns listade i Catalogue of Life.